# Ctenophthalmus contiger
Ctenophthalmus contiger är en loppart som beskrevs av Peus 1977. Ctenophthalmus contiger ingår i släktet Ctenophthalmus och familjen mullvadsloppor. Inga underarter finns listade i Catalogue of Life.